# ディレクターズ・カット
ディレクターズ・カット（Director's cut）とは、映画などにおける異本のカテゴリの名称。

## 概要
アメリカのハリウッド映画では伝統的に映画の最終的な編集権（ファイナル・カット）は映画の製作者であるプロデューサーが有する。ディレクターズ・カットは、プロデューサーによって不本意な編集を行われた監督（ディレクター）が当初劇場公開されたバージョンとは別に改めて編集した映画のバージョンである。この作品は映画館で再公開されたり、ソフトでリリースされることが多い。
なお、日本映画では基本的には監督が編集権を持っており、劇場公開版も通常は監督が編集したものであるため、劇場公開版がディレクターズ・カット版でもあるのが本来だが、のちに別バージョンを発表する際に『ディレクターズ・カット』と称して公開・販売されることがある。これはハリウッド映画での起源からいうと異なった使われ方である。
ディレクターズ・カットが作られる背景には、「営業成績を重視するプロデューサーの意向と芸術性を重視するディレクターの意向とが食い違い、妥協が成立しなかった」などの事情がある。多くの場合、当初は営業成績を重視したバージョンが発表されるが、その映画の評価が定まったところで監督が「自らの理想像により近い版」を作成して発表する場合がある。
またほとんどの場合、劇場公開版よりもディレクターズカット版のほうが上映時間が長い傾向にある。これは、監督が描きたい通りにすべてを収録するとどうしても長尺になってしまい、劇場公開においては不向きとの判断から削られてしまうためである。そのためディレクターズカット版は、劇場公開の際にカットされた未公開シーンを復活させる形で追加されるのが最も明瞭な変更点である場合が多い。未公開シーンが多い作品の場合、ディレクターズカット版が3時間や4時間程度に至る作品もある。
ビデオテープやDVD、ブルーレイなどの市場が拡大したことにより、劇場公開版とは異なる版が公開されるチャンスが増えたことも、ディレクターズ・カットが増加した背景にある。未公開シーンを追加しての販売であれば、劇場で作品を鑑賞済みのファンも改めてビデオテープやDVDの購入層に取り込む事が見込め、商業的な効果が得られる。そのため、監督が公開版に対して特に不満がなくとも、あえて追加シーンを盛り込んで販売したり、公開時の段階でソフトの販売時のシーン追加を見越し、あえて公開時にはいくつかのシーンを温存、あるいは事前に撮影溜めする場合もある。これらのケースは『ディレクターズカット版』と呼称するには適切ではないとの判断から、『完全版』や『未公開版』『最終版』など、別の呼び名を付ける場合もある。また、これ以後に再編集をした別版が作られることはないだろうとの配給元の判断で『完全版』や『最終版』と銘打ったにもかかわらず、その後さらに追加編集が行われた版が制作される事もあるので、『最終版』が本当の最終バージョンとは限らない。
近年のテレビアニメやテレビドラマでも放送時に規制されていた表現（主にお色気・残虐描写や尺に合わずに未公開になったショット）を、パッケージ販売の際に元に戻したバージョンをディレクターズ・カット版として収録する動きが一般的になりつつある。

## ディレクターズ・カットの例
- サウンド・オブ・ミュージック

当初公開のバージョンでは、修道院長（ペギー・ウッド）が主人公のマリア（ジュリー・アンドリュース）を励ますために、修道院で「すべての山を登れ(Climb Ev'ry Mountain)」を歌い聞かせるシーンがあった。しかし、その後、監督のロバート・ワイズがこのシーンをカットしている（「すべての山を登れ」は、エンディングシーンでも使われており、こちらは存置されている）。カットされた版が「ディレクターズ・カット」と銘打たれているわけではないが、監督による手直しによって異本が作られた例である。
- 地獄の黙示録

1979年の公開当時は153分だったが、2001年に「特別完全版」としてフランシス・フォード・コッポラが再編集し、49分の未使用のシーンを追加し上映時間は202分と延長された。2019年には公開40周年を記念してコッポラがオリジナルのネガをデジタル修復し、再び編集を行い「ファイナルカット」として通常の劇場とIMAXシアターにて公開された。このバージョンは「特別完全版」より20分短縮され、上映時間は182分となった。
- ブレードランナー

初期の試写会で上映されたバージョンについて「分かりにくい」「アンハッピーエンドはアメリカ映画にはなじまない」といった営業的指摘がなされ、前者に対しては主人公リック・デッカード（ハリソン・フォード）の説明的モノローグが追加され、後者に対してはデッカードとレイチェル（ショーン・ヤング）が逃亡するシーンで終わらせるのをやめ、最後に逃避行に成功したシーンが追加されるなどの改変がほどこされた。この改変されたものが1982年に公開されたバージョンである。その後、1992年にこれらの改変の復元を含む別バージョンが作られ、ディレクターズ・カットとして公開された。2007年には公開25周年を記念し、リドリー・スコット監督がふたたび再編集した「ファイナル・カット」が公開された。
- ワンス・アポン・ア・タイム・イン・アメリカ

当初公開されたバージョンは配給会社が観衆受けを狙って、物語の時系列を整理し、映画の上映時間を大幅に短縮したもので、批評家からは酷評された。これには監督のセルジオ・レオーネをはじめとするスタッフはショックを受けるが、レオーネが再編集したバージョンが公開されると一転して賞賛され、ギャング映画の傑作として捉えられるようになった。
- 笑点

大喜利において地上波でカットされたシーン（時間の長いネタ、面白味に欠けるネタなど）をBS日テレの『笑点 特大号』内で「ディレクターズカット大喜利」としてノーカットで放送している。映画・ドラマ作品以外でディレクターズカット版が制作される珍しい例でもある。
- スター・ウォーズ・シリーズ

ルーク・スカイウォーカーが主人公の旧3部作は、1997年に『特別篇』と題して、当時最新のCG技術を用いて一部内容の変更・修正を施し、シリーズ生みの親のジョージ・ルーカスの構想に近づけたバージョンが公開された。「ディレクターズ・カット」と称されているわけではないが、監督による手直しによって異本が作られた例である。なお本編の変更・修正は、劇場公開→特別編→DVD→ブルーレイと、再公開の度に行われている。ただしオリジナル版はルーカスの意向で封印されており、その結果ファンの間で激しい賛否両論や様々な論争を引き起こしている（一例としてハンが先に撃ったを参照）。
- 未知との遭遇

1980年の再公開の際、スティーヴン・スピルバーグ監督自身の指揮で追加撮影と再編集が行われた「特別編」が公開された。このバージョンは実質ディレクターズ・カットではあるが、映画会社との制約によりスピルバーグにとっては不本意な編集（マザーシップ内部のシーン追加等）をせざるを得ない部分があり、後に「ファイナル・カット」として二度目の再編集が行われたバージョンが公開された。
- 四重人格

イギリスのロックバンドザ・フーのアルバム『四重人格』は2011年に最新リマスターに加えて未発表音源を追加収録し「ディレクターズ・カット・エディション」として再発された。映像作品以外で「ディレクターズ・カット」が用いられた珍しい例である。

## ディレクターズ・カットのその他の例
- ジェームズ・キャメロンの『アビス』『ターミネーター2』 - キャメロン自身はディレクターズ・カット版を「おまけ」と評している。「劇場公開版がオリジナルであり、映画的に優れているのは劇場版のほうだ。だが、特別編を見れば、映画を学ぶ者には編集段階でどのシーンが切られるかという、いい材料になると思う」と語っている。しかしその一方、『エイリアン2』においてはディレクターズカット版を「これこそが本当に作りたかったエイリアン2」だと語っている。
- リュック・ベッソンの『レオン』 - 正確には「完全版」の方が本来のオリジナル・バージョンであったが、試写会で観衆から一部のシーンが問題視されたためやむを得ずそれらをカットしたバージョンが劇場公開されることになった。
- リドリー・スコットの『エイリアン』 - 劇場版よりも上映時間が短くなっている稀な例。
- テリー・ギリアムの『未来世紀ブラジル』 - 『ブレードランナー』同様消費者ウケのために映画スタジオによりラストシーンをハッピーエンドに改変されてしまった。のちに監督自身の再編集によるバージョンが再公開された。ただし現行のブルーレイに収録されているバージョンはギリアム監督が編集した版をベースとしながら一部劇場公開版のシーン（監督が自分の版より優れていると判断したシーン）も取り入れられている。
- リチャード・ドナーの『スーパーマンII』 - 映画会社や製作総指揮のイリヤ・サルキンドとの確執のため完成直前に途中降板。劇場公開版の監督はリチャード・レスターに引き継がれた。後に自身監修の元で再構成したバージョンを『ドナー・カット版』として公開。
- ジョージ・A・ロメロの『ゾンビ』 - カンヌ国際映画祭出品のために再編集したが編集期間が短く粗編集だったため、ロメロ自身は後のインタビューで「不満足な出来だ」と不満を漏らしている。
- 『RAMPO』は、プロデューサーだった奥山和由が監督の黛りんたろうの制作作品が気に入らず、自ら監督となって再構成した作品も作られ、黛版と奥山版の2バージョンが同時公開された。この場合、前述の『スーパーマンII』の事例に基づき奥山に強力な編集権があれば、奥山版が本編公開となり、黛版は「黛・カット版」としてディレクターズ・カット公開となる。